# Seth Low Pierrepont State Park Reserve
Seth Low Pierrepont State Park Reserve (auch: Pierrepont State Park) ist State Park auf dem Gebiet von Ridgefield.

## Geschichte
Das Gebiet ist geschichtlich interessant, weil der General David Wooster während des Amerikanischen Unabhängigkeitskrieges seine Truppen auf der Old Barlow Mountain Road führte. John Barlows Schmiede gab dem Weg seinen Namen. Darüber hinaus sind noch Fundamente des Scott Houseaus den 1720er Jahren an der Bootsrampe sichtbar. Die Steinmauern und Zäune wurden von der Familie Scott angelegt, als sie auf dem Land ihre Farm betrieben. Seth Low Pierrepont, ein Millionär und ehemaliger Diplomat, hatte in den 1930er Jahren das Land von der Familie Scott erworben und überließ es der Connecticut State Park and Forest Commission bei seinem Tod 1956.

## Wanderwege, Freizeitmöglichkeiten

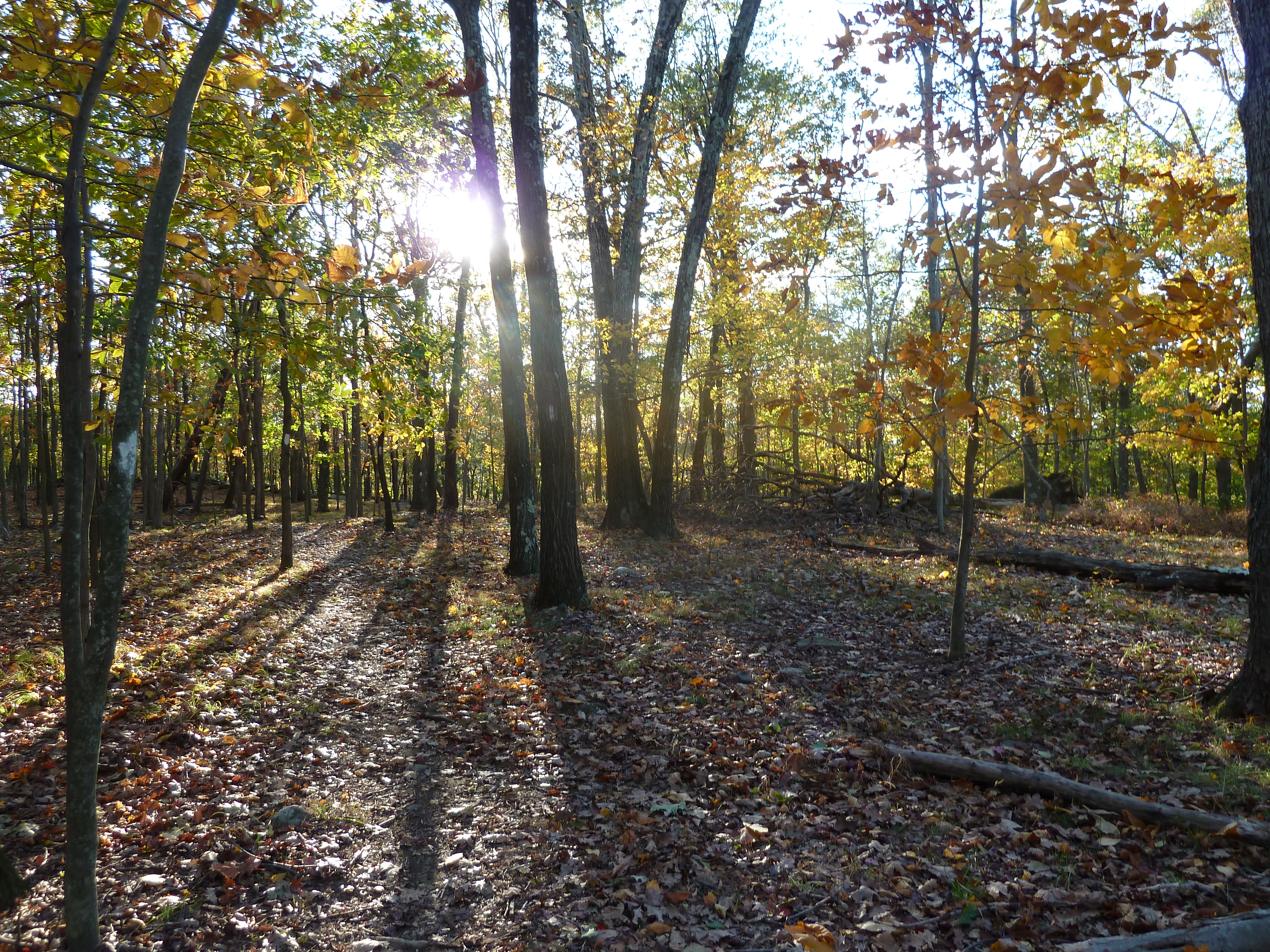
Impressionen entlang des Wanderweges

Der Park hat fünf verschiedene Wanderwege. Einer davon ist ein Rundweg um das Südende von Lake Naraneka (Pierrepont Pond). Von der Spitze des Barlow Mountain bietet sich eine Aussicht auf Pierrepont Lake, die Hügel von Redding und bei gutem Wetter bis zum Long Island Sound.
Bootfahren ist nur mit unmotorisierten Booten auf dem Lake Naraneka erlaubt. Angeln ist gemäß den Richtlinien des State of Connecticut Board of Fisheries and Game erlaubt.